# Channel nº4
Channel n.º4 era un magazín de televisió produït per Gestmusic Endemol per a la cadena espanyola Cuatro, que el va estrenar el 8 de novembre de 2005, coincidint amb l'inici de les seves emissions.
El programa s'emetia de dilluns a divendres a partir de les 16.45h, presentat per Boris Izaguirre i Ana García-Siñeriz. Era codirigit des dels seus inicis per Amparo Miralles i Jorge Salvador, encara que aquest últim va deixar el càrrec en la temporada 2007/2008.
La subdirecció era a càrrec de Jordi Roca, qui va ser un dels creadors del programa.
La seva última emissió es va produir el 22 de febrer de 2008 després de tres temporades i 500 programes.

## Format
Channel n.º4 era un magazín que abordava l'actualitat des de diferents perspectives: tertúlies i taules de debat, entrevistes a personalitats, reporters en directe i seccions temàtiques fixes com a cuina o nutrició.

## Seccions i col·laboradors
- Mesa de mujeres amb Vicky Martín Berrocal, Paola Dominguín, Rosetta Forner, Bibiana Fernández, Adriana Lavat i Teté Delgado.
- Mesa de hombres amb Pablo Motos, Alonso Caparrós i Joan Enric Garde.
- Mesa de sociedad amb Rosa Villacastín, Amalia Enríquez, David Ruiz, Pepe Colubi, Antonio Albert, Karmele Izaguirre, Marta Gutiérrez i Cristina Fallarás.
- Un café con... a cargo de Susana Molina.
- Consultorio sentimental a càrrec de Vicky Martín Berrocal i Bibiana Fernández.
- Guerra de sexos amb Silvia Tarragona i Luís Amiguet.
- Crónica de sucesos a càrrec d'Alfonso Egea, Jerónimo Boloix, Cristina Almeida, José María Fuster, José Cabrera Forneiro, Paloma Gómez Borrero, Pilar Rahola, Maika Navarro, Bruno Cardeñosa i Josep Guijarro.
- Cocina a càrrec de Darío Barrio.
- Nutrición a càrrec de la Doctora Folch.
- Denuncia ciudadana a càrrec de Ana García Lozano.
- Haciendo amigos a càrrec de Risto Mejide.
- Espais d'humor a càrrec de Juan Carlos Ortega, Paz Padilla, Carlos Latre.
- Reporters del programa: Maik Alexandre i Raúl Gómez.

Altres col·laboradors i contertulians habituals que han passat pel programa: Carolina Ferre, Llum Barrera, Esther Arroyo, Miqui Puig.

## Channel Fresh
L'estiu de 2007 Channel n.º4 va ser substituït pel programa Channel Fresh, amb un format molt similar presentat per Josep Lobató i Susana Molina. El programa incorporava com a col·laboradors Valerio Pino, Mónica Pérez, Espido Freire i Óscar Higares. Es va estrenar el 23 de juliol de 2007 però dues setmanes més tard, el 3 d'agost, el programa va ser retirat després d'un progressiu descens d'audiència.

## Audiències
- Audiència mitjana primera temporada (2005-2006): 462.000 espectadors i 4,9% de quota de pantalla
- Audiència mitjana segona temporada (2006-2007): 570.000 espectadors i 6,4% de quota de pantalla
- Audiència mitjana de Channel Fresh (estiu 2007): 412.000 espectadors i 4,5% de quota de pantalla
- Audiència mitjana tercera temporada (2007-2008): 562.000 espectadors i 5,7% de quota de pantalla

## Premis
- TP d'Or 2006 en la categoria Magazín
- Micròfon d'Or 2007 en la categoria televisió